# 鼠線
鼠線（德語：Rattenlinien）是指二戰後德國納粹分子和其他法西斯分子在1945年起逃離歐洲的逃生路線系統。這些逃亡路線主要目的地是拉丁美洲的國家，特別是阿根廷，但也有巴拉圭、哥倫比亞、巴西、烏拉圭、墨西哥、智利、秘魯、危地馬拉、厄瓜多爾和玻利維亞以及美國、西班牙和瑞士。鼠線亦是納粹官員和納粹商人應對納粹德國戰敗而帶走腐敗資產逃到國外的計畫。

## 主要路線
鼠線的主要路線有兩條：
- 從德國到西班牙，最後抵達阿根廷；
- 從德國到羅馬，轉往熱那亞，最後抵達南美。

兩條路線獨立發展，但最目的地都抵達了南美。鼠線甚至得到了羅馬天主教會一些神職人員的支持。
而從1947年開始，一些美國情報官員利用現有的線索來移動某些納粹戰略家和科學家至美國，美國將其計畫命名為「迴紋針」。
值得注意的是，雖然學者一致認為納粹領導人阿道夫·希特勒於1945年4月30日戰爭即將結束時在柏林自殺，但各種陰謀論聲稱他在戰爭中倖存下來並逃往阿根廷。

## 其餘路線

### 西班牙鼠線
西班牙當時正處於西班牙國時期，由佛朗哥獨裁專政，據統計，1946年時，西班牙已有數百名戰犯，以及數千名前納粹分子和法西斯分子。這些戰犯基本是透過1942年時，梵蒂岡內部計劃的逃脫路線。據時任美國國務卿詹姆斯·伯恩斯的說法，梵蒂岡在移交這些「尋求庇護者」方面的合作「微不足道」。費耶認為庇護十二世之所以與西班牙合作主要原因為：「他寧願看到法西斯戰犯登上駛向新世界的船隻，也不願看到他們在德國專區的戰俘營裡腐爛」。

### 梵蒂岡鼠線
奧地利天主教阿洛伊斯·胡達爾（Alois Hudal）主教是納粹同情者，曾擔任 羅馬教宗條頓聖瑪麗亞阿尼瑪學院（Pontificio Istituto Teutonico Santa Maria dell'Anima）的院長，這是一所為奧地利和德國神父開設的神學院，也是居住在義大利的德國人民的精神寄託。義大利戰爭結束後，胡達爾開始積極幫助關押在意大利各地戰俘營中的德國戰俘與拘留者。1944年12月，梵蒂岡國務秘書處獲准任命一名代表探訪在義大利被拘留的德裔居民，這項工作交給了胡達爾。
胡達爾則利用這一職務與主教身分幫助被通緝的納粹戰犯逃跑，其中包括特雷布林卡指揮官弗蘭茨·斯坦格爾、索比堡指揮官古斯塔夫·瓦格納、德蘭西拘留營(Drancy) 營長阿洛伊斯·布倫納、阿德廷大屠殺負責人埃里希·普里克及阿道夫·艾希曼。事後胡達爾毫不掩飾地公開了這一事實。
胡達爾在自己的回憶錄提到：“我感謝上帝，他允許我探望並安慰許多監獄和集中營中的受害者，並幫助他們用逃跑。盟軍對德國的戰爭不是一場十字軍東征，而是他們一直為勝利而戰的經濟聯合體之間的競爭。這個所謂的商業……使用民主、種族、宗教自由和基督教等流行語作為群眾的誘餌。所有這些經歷使我在 1945 年之後感到有責任將我的全部慈善工作主要奉獻給前國家社會主義者和法西斯主義者，特別是他們（指盟軍）所謂的‘戰犯’。”
根據馬克·亞倫斯和約翰·洛夫特斯在他們的《邪惡三位一體》一書中所說，胡達爾是第一位致力於建立逃生路線的天主教牧師。根據解密的美國情報報告，胡達爾並不是當時唯一幫助納粹逃亡者的牧師。

## 鼠線逃亡者
- 安特·帕韋利奇 (Ante Pavelić)
- 阿道夫·艾希曼 (Adolf Eichmann)
- 約瑟夫·門格勒 (Josef Mengele)
- 安德里亞·阿圖科維奇 (Andrija Artukovic)
- 克勞斯·芭比 (Klaus Barbie)
- 奧托·斯科爾茲尼 (Otto Skorzeny)
- 阿洛伊斯·布倫納 (Alois Brunner)
- 赫伯特·庫庫斯 (Herberts Cukurs)
- 萊昂·德格雷爾（Léon Degrelle）
- 阿里伯特·海姆 (Aribert Heim)
- 阿恩·考哈寧 (Aarne Kauhanen)
- 桑多爾·凱皮羅 (Sándor Képíró)
- 埃里希·普里克 (Erich Priebke)
- 沃爾特·勞夫 (Walter Rauff)
- 愛德華·羅斯曼 (Eduard Roschmann)
- 漢斯-烏爾里希·魯德爾 (Hans-Ulrich Rudel)
- 丁科·薩基奇 (Dinko Šakić)
- 鮑里斯·斯梅斯洛夫斯基 (Boris Smyslovsky)
- 弗蘭茲·斯坦格爾 (Franz Stangl)
- 古斯塔夫·瓦格納 (Gustav Wagner)